# Меланостигма Лазарева
Меланостигма Лазарева (лат. Melanostigma lazarevi) — вид морских лучепёрых рыб рода меланостигм из семейства бельдюговых.

## История изучения
Вид описан М. В. Орловской и А. В. Балушкиным по 20 образцам (голотип и паратипы, а также 10 дополнительных экземпляров, не включённых в типовую серию из-за низкой сохранности), поднятым тралом на борт судна "Мыс Юноны" с глубины 370–400 м в море Дюрвиля (66°15′0″ ю.ш. 144°35′6″ в.д., Южный океан) в феврале 1981 года. Позднее эти образцы были отправлены на хранение в фонды ЗИН РАН , где они оставались некаталогизированными до проведения ревизии коллекций, предшествовавшей описанию таксона. Видовое название было дано в честь одного из первооткрывателей Антарктиды, русского флотоводца, адмирала и полярного исследователя и Михаила Петровича Лазарева (1788-1851).

## Описание
Рыба с низким, удлинённым и уплощённым телом; длина тела варьирует от 99 до 122 мм. Кожа нежная, подвижная,голая (без чешуи, с тонким желеобразным слоем. Голова небольшая, с очень крутым рыльным подъёмом, рот конечный, слабо скошен, задний край доходит до вертикали зрачка. Ноздрей одна пара, снабжена кожными трубочками. Зубы конические, увеличиваются к передней части пасти. На предчелюстной кости у симфиза зубы расположены в два ряда, по мере продвижения вглубь рта число рядов падает до одного. Сошник и нёбо озублены, но зубы на них мелкие и скрытые в толще кожи. Жаберное отверстие некрупное, расположено выше верхнего края грудного плавника. Жаберных лучей шесть, тычинки с одной вершиной, очень длинные.
Число позвонков варьирует от 87 до 90 (18-21 туловищных и 68-71 хвостовых). Позвонки амфицельные, с крупными невральными дугами и большими зигапофизами. При сочленении презигапофизы покрывают постзигапофизы предшествующего позвонка. Парапофизы видны с 3-го позвонка. Верхние и нижние рёбра начинаются с 3-го позвонка и заканчиваются не далее 9-го. Гипуральные пластинки срощены с уростилярным позвонком. Предуростилярный позвонок без верхнего остистого отростка; над ним нависает слабо окостеневшее epurale.
Сейсмосенсорная система состоит из трёх соединяющихся за глазом (супраорбитального, инфраорбитального и темпорального) парных каналов, парных, но обособленных друг от друга и прочих частей системы преоперкуло-мандибулярных каналов и соединяющей темпоральные каналы супратемпоральной комиссуры с редуцированным медиальным сегментом. Корональная коммисура (соединающая супраорбитальные каналы) отсутствует. Темпоральные каналы и супратемпоральная комиссура лишены пор.
В спинном плавнике 82-85 лучей, в анальном — 67-70, в грудных — 8-10, в хвостовом — 10. Хвостовой плавник к концу утончаются.
Кожа прозрачная, под ней виден просвечивающий желеобразный слой светло-серого оттенка с голубым отливом, под которым в свою очередь видна тёмная срединная часть тела. Челюсти, рыло и хвостовой плавник светло-коричневые, грудные плавники светлые. Ротовая и жаберная полости, дыхательные перепонки, перитонеум, кайма вокруг ануса и трубочки ноздрей чёрные. Вдоль края хвоста идёт тёмное окаймление, покрывающей концы плавников. Жаберные лепестки белые, перепонка между жаберными тычинками наружного и внутреннего рядов разделены коричневой перепонкой.

## Биология
Все известные образцы были подняты из мезобентали с глубины 370-400 м. Внутри голотипа при вскрытии была обнаружена икра на III-VI стадиях зрелости. Икра мелкая, общее число икринок превысило 50 шт. Достижение половозрелости при небольших размерах тела (менее 140 мм) позволяет отнести меланостигму Лазорева к группе карликовых видов, к которым также относятся M. bathium, M. atlanticum, M. inexpectatum, M. orientale, M. pammelas, M. thalassium и, возможно, M. japonicum.